# Айти (префектура)
А́йти (яп. 愛知県 Айти-кэн, кандзи: 愛 — любовь, 知 — знание, ве́дение, знакомство, умение) — префектура, расположенная в регионе Тюбу на острове Хонсю, Япония. Административный центр префектуры — город Нагоя.

## История
Изначально эта территория входила в три провинции — Овари, Микава и Хо. После периода Тайка провинции Микава и Хо были объединены. В 1871 году, после ликвидации системы ханов, Овари, за исключением полуострова Тита, была названа «префектурой Нагоя», в то время как Микава была объединена с полуостровом Тита и образовала префектуру Нуката. Префектура Нагоя была переименована в префектуру Айти в апреле 1872 года и затем была объединена с префектурой Нуката 27 ноября того же года.

## География
Префектура имеет выход к Тихому океану и граничит на севере с префектурами Гифу и Нагано, на западе — с Миэ, на востоке с Сидзуокой. Площадь префектуры составляет 5165,12 км², население — 7 439 876 человек (1 июня 2014), плотность населения — 1440,41 чел./км². Самая высокая точка — гора Тяусуяма, 1 415 м над уровнем моря.
На западе префектуры сконцентрировано население вокруг Нагои — четвёртого по размеру города Японии, в то время как на востоке большая часть территории мало заселена, хотя и включает в себя несколько значительных индустриальных центров.

## Административно-территориальное деление
Префектура включает в себя 37 городов и 7 уездов (15 посёлков и 2 села).

### Города
Список городов:
- Айсай;
- Ама;
- Андзё;
- Гамагори;
- Ивакура;
- Инадзава;
- Инуяма;
- Итиномия;
- Кария;
- Касугаи;
- Китанагоя;
- Киёсу;
- Комаки;
- Конан;
- Миёси;
- Нагоя (административный центр);
- Нисио;
- Ниссин;
- Обу;
- Овариасахи;
- Окадзаки;
- Сето;
- Синсиро;
- Такахама;
- Тахара;
- Тирю;
- Тита;
- Токай;
- Токонамэ;
- Тоёакэ;
- Тоёкава;
- Тоёта;
- Тоёхаси;
- Ханда;
- Хекинан;
- Цусима;
- Ятоми.

### Уезды
Посёлки и сёла по уездам:
- Айти;
  - Нагакуте;
  - Того;
- Ама;
  - Каниэ;
  - Охару;
  - Тобисима;
- Китаситара;
  - Ситара;
  - Тоэй;
  - Тоёне;
- Нива;
  - Огути;
  - Фусо
- Нисикасугаи;
  - Тоёяма;
- Нуката;
  - Кота;
- Тита;
  - Агуи;
  - Минамитита;
  - Михама;
  - Такетоё;
  - Хигасиура.

## Символика
Символ префектуры был выбран в 1950 году и изображает поднимающееся из волн солнце. Символ называется «Айти» (яп. あいち). Флаг префектуры не выбирался; обычно он представляет собой белый символ префектуры на тёмно-красном полотнище. Гимн префектуры также был выбран в 1950. Он называется «Айти — это мы» (яп. われらが愛知 Варэра га айти).
Цветком префектуры выбрали в 1954 году ирис гладкий, деревом — хананоки(1966), птицей — японскую сплюшку (1965), а рыбой — японскую тигровую креветку (3 сентября 1990).